# 1997-98シーズンのシカゴ・ブルズ
1997-98シーズンのシカゴ・ブルズは、ブルズのフランチャイズ32年目のシーズン。
ファイナル3連覇を目指すブルズはオフシーズンにゴールデンステート・ウォリアーズからスコット・バレルを獲得した。前年のNBAファイナルで足を負傷したスコッティ・ピッペンはシーズン前半を欠場した。
ピッペンを欠くチームは11月を9勝7敗で終えた。ピッペン復帰後の3月から4月にかけて13連勝を記録し、最終的には62勝20敗でセントラル・ディビジョンで優勝を果たした。
プレーオフ1回戦ではニュージャージー・ネッツを3勝0敗で下し、準決勝ではシャーロット・ホーネッツを4勝1敗で破り、カンファレンスファイナルではインディアナ・ペイサーズを4勝3敗で破り、NBAファイナルに進出した。ファイナルでは2年連続でユタ・ジャズと対戦し、前年と同様に6試合でジャズを破って優勝を果たした。ブルズは8年間の間で6回のNBAチャンピオンを獲得し、フランチャイズ2回目のスリーピート(3連覇)を達成した。
シーズン中にはマイケル・ジョーダンが5度目のMVPを受賞し、オールスターゲームに出場、3度目のオールスターゲームMVPも受賞した。
ジョーダンがブルズでプレーするのは、このシーズンが最後となり、シーズン終了後に2度目の引退を発表した。他にもジョーダンに続いて、フィル・ジャクソンはヘッドコーチを辞任し、ブルズ王朝時代の主力だった、ピッペンはヒューストン・ロケッツにトレードされ、デニス・ロッドマンはフリーエージェントとしてロサンゼルス・レイカーズに放出、スティーブ・カーはサンアントニオ・スパーズと契約した。
チームは解体され、1990年代を通じてNBAの象徴付けていたブルズ王朝の最後のシーズンとなった。その後ブルズは再建チームとなり、2005年までプレイオフ進出することはなかった。
このシーズンはマイケル・ジョーダンにとって最後のシーズンであり、強豪ブルズは今年で最後かという観測を、マスコミはジャクソンの表現を借りラストダンスという言葉で表した。このシーズンの物語はESPNによってネットフリックスなどで放映されている。
後にジョーダンは2001年にワシントン・ウィザーズで現役復帰を果たした。

## オフシーズン

### NBAドラフト
| 巡 | 指名順 | 選手名                 | ポジション | 国籍           | 出身校など       |
| -- | ------ | ---------------------- | ---------- | -------------- | ---------------- |
| 1  | 28     | キース・ブース         | SF         | アメリカ合衆国 | メリーランド大学 |
| 2  | 58     | ロベルト・ドゥエニャス | C          | スペイン       | FCバルセロナ     |

## ロスター
| ポジション | 背番号 | 名前                     | 身長  | 体重  | 出身                               |
| ---------- | ------ | ------------------------ | ----- | ----- | ---------------------------------- |
| SF         | 22     | キース・ブース           | 198cm | 103kg | メリーランド大学                   |
| PG         | 1      | ランディー・ブラウン     | 188cm | 86kg  | ニューメキシコ州立大学             |
| SF         | 30     | ユート・ビュークラー     | 198cm | 100kg | アリゾナ大学                       |
| SG         | 23     | マイケル・ジョーダン     | 198cm | 98kg  | ノースカロライナ大学チャペルヒル校 |
| SF         | 24     | スコット・バレル         | 201cm | 99kg  | コネチカット大学                   |
| PG         | 9      | ロン・ハーパー           | 198cm | 84kg  | マイアミ大学 (オハイオ州)          |
| PG         | 25     | スティーブ・カー         | 191cm | 79kg  | アリゾナ大学                       |
| C          | 53     | ジョー・クライン         | 211cm | 116kg | アーカンソー大学                   |
| SF         | 33     | スコッティ・ピッペン     | 201cm | 100kg | アーカンソー中央大学               |
| SF         | 7      | トニー・クーコッチ       | 208cm | 87kg  | クロアチア                         |
| PG         | 5      | ラスティー・ラルー       | 188cm | 95kg  | ウェイクフォレスト大学             |
| PF         | 8      | ディッキー・シンプキンズ | 206cm | 112kg | プロビデンス大学                   |
| PF         | 91     | デニス・ロッドマン       | 203cm | 95kg  | オクラホマ州立大学                 |
| C          | 13     | ルーク・ロングリー       | 218cm | 120kg | ニューメキシコ大学                 |
| C          | 34     | ビル・ウェニントン       | 213cm | 111kg | セント・ジョンズ大学               |

## レギュラーシーズン成績表

### ディビジョン
| セントラル・ディビジョン         | W  | L  | 勝率 | GB | ホーム | ロード | Div   |
| -------------------------------- | -- | -- | ---- | -- | ------ | ------ | ----- |
| y-シカゴ・ブルズ                 | 62 | 20 | .756 | –  | 37–4   | 25–16  | 21–7  |
| x-インディアナ・ペイサーズ       | 58 | 24 | .707 | 4  | 32–9   | 26–15  | 19–9  |
| x-シャーロット・ホーネッツ       | 51 | 31 | .622 | 11 | 32–9   | 19–22  | 16–12 |
| x-アトランタ・ホークス           | 50 | 32 | .610 | 12 | 29–12  | 21–20  | 19–9  |
| x-クリーブランド・キャバリアーズ | 47 | 35 | .573 | 15 | 27–14  | 20–21  | 14–14 |
| デトロイト・ピストンズ           | 37 | 45 | .451 | 25 | 25–16  | 12–29  | 12–16 |
| ミルウォーキー・バックス         | 36 | 46 | .439 | 26 | 21–20  | 15–26  | 9–19  |
| トロント・ラプターズ             | 16 | 66 | .195 | 46 | 9–32   | 7–34   | 2–26  |

### カンファレンス
| #  | イースタン・カンファレンス       | イースタン・カンファレンス | イースタン・カンファレンス | イースタン・カンファレンス | イースタン・カンファレンス |
| #  | チーム                           | W                          | L                          | 勝率                       | GB                         |
| -- | -------------------------------- | -------------------------- | -------------------------- | -------------------------- | -------------------------- |
| 1  | c-シカゴ・ブルズ                 | 62                         | 20                         | .756                       | –                          |
| 2  | y-マイアミ・ヒート               | 55                         | 27                         | .671                       | 7                          |
| 3  | x-インディアナ・ペイサーズ       | 58                         | 24                         | .707                       | 4                          |
| 4  | x-シャーロット・ホーネッツ       | 51                         | 31                         | .622                       | 11                         |
| 5  | x-アトランタ・ホークス           | 50                         | 32                         | .610                       | 12                         |
| 6  | x-クリーブランド・キャバリアーズ | 47                         | 35                         | .573                       | 15                         |
| 7  | x-ニューヨーク・ニックス         | 43                         | 39                         | .524                       | 19                         |
| 8  | x-ニュージャージー・ネッツ       | 43                         | 39                         | .524                       | 19                         |
|    |                                  |                            |                            |                            |                            |
| 9  | ワシントン・ウィザーズ           | 42                         | 40                         | .512                       | 20                         |
| 10 | オーランド・マジック             | 41                         | 41                         | .500                       | 21                         |
| 11 | デトロイト・ピストンズ           | 37                         | 45                         | .451                       | 25                         |
| 12 | ボストン・セルティックス         | 36                         | 46                         | .439                       | 26                         |
| 12 | ミルウォーキー・バックス         | 36                         | 46                         | .439                       | 26                         |
| 14 | フィラデルフィア・76ers          | 31                         | 51                         | .378                       | 31                         |
| 15 | トロント・ラプターズ             | 16                         | 66                         | .195                       | 46                         |